# Wahlen zum Senat der Vereinigten Staaten 1812 und 1813
Die Wahlen zum Senat der Vereinigten Staaten 1812 und 1813 zum 13. Kongress der Vereinigten Staaten fanden zu verschiedenen Zeitpunkten statt. Die Wahlen fanden parallel zur Präsidentschaftswahl 1812 statt, in der James Madison wiedergewählt wurde. Vor der Verabschiedung des 17. Zusatzartikels wurden die Senatoren nicht direkt gewählt, sondern von den Parlamenten der Bundesstaaten bestimmt.
Zur Wahl standen die 11 Sitze der Senatoren der Klasse III, die 1806 und 1807 für eine Amtszeit von sechs Jahren gewählt worden waren, außerdem die beiden Sitze des neu in die Union aufgenommenen Louisiana. In Louisiana musste jeweils zweimal gewählt werden, insgesamt also viermal, da der eine Sitz zur Klasse III gehörte und der gewählte Senator Jean Noël Destréhan zurücktrat, ohne sein Mandat wahrzunehmen. Die neu gewählten Senatoren Louisianas gehörten alle der Republikanischen Partei an, die heute meist Demokratisch-Republikanische Partei genannt wird.
Von den zwölf regulär zur Wahl stehenden Senatssitzen wurden elf von Republikaner gehalten, einer gehörte der Föderalistischen Partei an. Der Föderalist und zwei Republikaner wurden wiedergewählt, sechs weitere Sitze konnten die Republikaner verteidigen. Einen Sitz konnten die Föderalisten von den Republikanern erobern, zwei Sitze der Republikaner blieben vorerst vakant, da die Parlamente der Staaten keinen Senator gewählt hatten. Der föderalistische Senator James A. Bayard war im März 1813 zurückgetreten, womit die Mehrheit der Republikaner auf 27 zu 6 zurückging. Im weiteren Verlauf des Jahres kam es zu mehreren Nachwahlen, wobei die Föderalisten die drei vakanten Sitze gewinnen konnten, so dass es ab Juni 1813 27 zu 9 stand.

## Ergebnisse

### Wahlen während des 12. Kongresses
Die Gewinner dieser Wahlen wurden vor dem 4. März 1813 in den Senat aufgenommen, also während des 12. Kongresses. Destréhan trat vor seiner offiziellen Aufnahme in den Kongress zurück.
| Staat     | Amtierender Senator   | Partei       | Nachwahl   | Datum        | Ergebnis                   | Neuer Senator       |
| --------- | --------------------- | ------------ | ---------- | ------------ | -------------------------- | ------------------- |
| Louisiana | neuer Staat           | neuer Staat  | Klasse II  | 3. Sep. 1812 | Zugewinn Republikaner      | Jean Noël Destréhan |
| Louisiana | Thomas Posey, ernannt | Republikaner | Klasse II  | 1. Dez. 1812 | von Republikanern gehalten | James Brown         |
| Louisiana | neuer Staat           | neuer Staat  | Klasse III | 3. Sep. 1812 | Zugewinn Republikaner      | Allan B. Magruder   |

- Republikaner bezeichnet Angehörige der heute meist als Demokratisch-Republikanische Partei oder Jeffersonian Republicans bezeichneten Partei.
- ernannt: Senator wurde vom Gouverneur als Ersatz für einen ausgeschiedenen Senator ernannt, Nachwahl nötig.

### Wahlen zum 13. Kongress
Die Gewinner dieser Wahlen wurden am 4. März 1813 in den Senat aufgenommen, also bei Zusammentritt des 13. Kongresses. Alle Sitze dieser Senatoren gehören zur Klasse III.
| Staat          | Amtierender Senator | Partei         | Datum          | Ergebnis                   | Neuer Senator     |
| -------------- | ------------------- | -------------- | -------------- | -------------------------- | ----------------- |
| Connecticut    | Chauncey Goodrich   | Föderalist     | 1813           | wiedergewählt              | Chauncey Goodrich |
| Georgia        | Charles Tait        | Republikaner   | 1813           | wiedergewählt              | Charles Tait      |
| Kentucky       | John Pope           | Republikaner   | 12. Jan. 1813  | von Republikanern gehalten | Jesse Bledsoe     |
| Louisiana      | Allan B. Magruder   | Republikaner   | Jan. 1813      | von Republikanern gehalten | Eligius Fromentin |
| Maryland       | Philip Reed         | Republikaner   | 1812 oder 1813 | Verlust Republikaner       | vakant            |
| New Hampshire  | Charles Cutts       | Republikanera) | 1812 oder 1813 | Verlust Republikaner       | vakant            |
| New York       | John Smith          | Republikaner   | 2. Feb. 1813   | Zugewinn Föderalisten      | Rufus King        |
| North Carolina | Jesse Franklin      | Republikaner   | 1812           | von Republikanern gehalten | David Stone       |
| Ohio           | Alexander Campbell  | Republikaner   | 6. Feb. 1813   | von Republikanern gehalten | Jeremiah Morrow   |
| Pennsylvania   | Andrew Gregg        | Republikaner   | 8. Dez. 1812   | von Republikanern gehalten | Abner Lacock      |
| South Carolina | John Gaillard       | Republikaner   | 1812           | wiedergewählt              | John Gaillard     |
| Vermont        | Stephen R. Bradley  | Republikaner   | 21. Okt. 1812  | von Republikanern gehalten | Dudley Chase      |

- Republikaner bezeichnet Angehörige der heute meist als Demokratisch-Republikanische Partei oder Jeffersonian Republicans bezeichneten Partei.
- wiedergewählt: ein gewählter Amtsinhaber wurde wiedergewählt.
- a) Cutts wird in der Liste des Senats und anderen Quellen als Republikaner bezeichnet, in der Biographie des Senats steht „elected as a Federalist“, unter Party aber „Democratic Republican“.[2]

### Wahlen während des 13. Kongresses
Die Gewinner dieser Wahlen wurden nach dem 4. März 1813 in den Senat aufgenommen, also während des 13. Kongresses.
| Staat         | Amtierender Senator       | Partei         | Nachwahl   | Datum         | Ergebnis                   | Neuer Senator             |
| ------------- | ------------------------- | -------------- | ---------- | ------------- | -------------------------- | ------------------------- |
| Connecticut   | Chauncey Goodrich         | Föderalist     | Klasse III | 13. Mai 1813  | von Föderalisten gehalten  | David Daggett             |
| Delaware      | James Bayard              | Föderalist     | Klasse II  | 21. Mai 1813  | von Föderalisten gehalten  | William H. Wells          |
| Georgia       | William Bellinger Bulloch | Republikaner   | Klasse II  | 6. Nov. 1813  | von Republikanern gehalten | William Wyatt Bibb        |
| Maryland      | vakant                    | vakant         | Klasse III | 21. Mai 1813  | Zugewinn Föderalisten      | Robert Henry Goldsborough |
| Massachusetts | James Lloyd               | Föderalist     | Klasse I   | 5. Mai 1813   | von Föderalisten gehalten  | Christopher Gore          |
| New Hampshire | Charles Cutts, ernannt    | Republikanera) | Klasse III | 10. Juni 1813 | Zugewinn Föderalisten      | Jeremiah Mason            |

- Republikaner bezeichnet Angehörige der heute meist als Demokratisch-Republikanische Partei oder Jeffersonian Republicans bezeichneten Partei.
- ernannt: Senator wurde vom Gouverneur als Ersatz für einen ausgeschiedenen Senator ernannt, Nachwahl nötig.
- a) Cutts wird in der Liste des Senats und anderen Quellen als Republikaner bezeichnet, in der Biographie des Senats steht „elected as a Federalist“, unter Party aber „Democratic Republican“.[2]

## Einzelstaaten
In allen Staaten wurden die Senatoren durch die Parlamente gewählt, wie durch die Verfassung der Vereinigten Staaten vor der Verabschiedung des 17. Zusatzartikels vorgesehen. Das Wahlverfahren bestimmten die Staaten selbst, es war daher von Staat zu Staat unterschiedlich. Teilweise ergibt sich aus den Quellen nur, wer gewählt wurde, aber nicht wie.
Parteien im modernen Sinne gab es zwar nicht, aber die meisten Politiker der jungen Vereinigten Staaten lassen sich im First Party System der Föderalistischen Partei zuordnen oder der Republikanischen Partei, die zur Unterscheidung von der 1854 gegründeten Grand Old Party meist als Demokratisch-Republikanische Partei oder Jeffersonian Republicans bezeichnet wird.

### Connecticut
Der Föderalist Chauncey Goodrich, Senator für Connecticut seit 1807, wurde 1813 wiedergewählt. Am 13. Mai 1813 trat er zurück, um Vizegouverneur von Connecticut zu werden. Zu seinem Nachfolger wurde David Daggett gewählt, ebenfalls ein Föderalist.

### Delaware
Der Föderalist James A. Bayard, Senator für Delaware seit 1804, trat am 3. März 1813 kurz vor Zusammentritt des neuen Kongresses zurück, um als einziges föderalistisches Mitglied der amerikanischen Verhandlungsdelegation nach Gent zu reisen, um einen Frieden mit Großbritannien auszuhandeln. Sein Nachfolger wurde der Föderalist William H. Wells. Er erhielt 14 Stimmen in der Generalversammlung, sein republikanischer Gegner George Monro, ein ehemaliger Staatsabgeordneter, erhielt 10 Stimmen. Eine Stimme ging an den föderalistischen ehemaligen Senator Richard Bassett.

### Georgia
Der Republikaner Charles Tait, Senator für Georgia seit 1809, wurde 1813 wiedergewählt. Sein Klasse-II-Kollege William H. Crawford trat am 23. März 1813 zurück, um Botschafter in Frankreich zu werden. Zu seinem Nachfolger ernannte der Gouverneur den ehemaligen Bürgermeister von Savannah William Bellinger Bulloch. Am 6. November 1813 wählte das Parlament von Georgia William Wyatt Bibb zu seinem Nachfolger, den späteren ersten Gouverneur von Alabama. Bibb erhielt 79 Stimmen, sein Gegenkandidat J. MacIntosh erhielt 39 Stimmen.

### Kentucky
Der Republikaner John Pope, Senator für Kentucky seit 1807, trat zur Wahl am 12. Januar 1813 nicht an. Diese konnte sein Parteifreund Jesse Bledsoe im dritten Wahlgang für sich entscheiden. Schon im ersten Wahlgang erhielt Bledsoe mit 26 Stimmen im Repräsentantenhaus und 9 im Senat das beste Ergebnis. 22 Abgeordnete und 6 Senatoren stimmten für Stephen Ormsby, 16 Abgeordnete und 6 Senatoren für Anthony Butler, 14 Abgeordnete und 7 Senatoren für Isham Talbot, der 1815 Bledsoes Nachfolger im US-Senat wurde. Im zweiten Wahlgang verbesserte sich Bledsoe auf insgesamt 41 Stimmen in beiden Häusern, Ormsby erhielt 37, Butler 29. Im entscheidenden dritten Wahlgang erhielt Bledsoe schließlich 56 Stimmen gegen 51 für Ormsby und war damit gewählt. Alle Kandidaten waren Republikaner.

### Louisiana
Louisiana war am 30. April 1812 als 18. Staat der Union beigetreten. Am 3. September wählte das Parlament des Staates die ersten beiden Senatoren, Jean Noël Destréhan und Allan B. Magruder. Beide erhielten jeweils 21 Stimmen, 16 Stimmen gingen an James Brown, fünf (nach anderen Quelle sechs) Stimmen an Eligius Fromentin, drei (bzw. zwei) an einen Mister Livingston. Destréhan trat jedoch bereits am 1. Oktober 1812 zurück, ohne sein Mandat angetreten zu haben. Zu seinem Nachfolger wurde Thomas Posey ernannt, der vom 8. Oktober 1812 bis 4. Februar 1813 Senator war. Posey und Magruder losten am 27. November 1812 aus, wer von ihnen welcher Klasse angehören sollte. Magruder loste Klasse I aus, so dass seine Amtszeit bereits am 3. März 1813 endete, Posey zog Klasse III mit einer Amtszeit bis 1817.
Da Posey vom Gouverneur ernannt worden war, wählte das Parlament von Louisiana am 1. Dezember 1812 erneut. Posey erhielt im zweiten Wahlgang nur 14 Stimmen, als Senator für die verbleibende Amtszeit wurde mit 26 Stimmen James Brown gewählt. Im Januar 1813 kandidierte Posey erneut für den Senat, diesmal für den Klasse-I-Sitz. Mit 13 Stimmen war er aber wieder erfolglos, neuer Senator wurde Eligius Fromentin, der mit 25 Stimmen dieses Mal eine absolute Mehrheit erhielt. Sechs Stimmen gingen an Richard Butler, eine Stimme wurde leer abgegeben.

### Maryland
Der Republikaner Philip Reed war seit 1806 Senator für Maryland gewesen, seine Amtszeit lief am 3. März 1813 aus. Da das Parlament des Staates keinen Nachfolger gewählt hatte, blieb der Sitz kurzzeitig vakant. Am 21. Mai wurde der Föderalist Robert Henry Goldsborough zu seinem Nachfolger gewählt. Er erhielt 53 Stimmen, sein republikanischer Gegenkandidat Edward Lloyd, ein ehemaliger Gouverneur und späterer US-Senator, erhielt 35.

### Massachusetts
Der Föderalist James Lloyd, Senator für Massachusetts seit 1808, trat am 1. Mai 1813 aus Gesundheitsgründen zurück. Zu seinem Nachfolger wurde Christopher Gore ernannt, am 5. Mai wurde er mit großer Mehrheit gewählt. Er erhielt 24 Stimmen im Senat sowie 357 Stimmen im Repräsentantenhaus. Zehn Senatoren stimmten für William King, der später erster Gouverneur von Maine wurde, 102 Stimmen im Repräsentantenhaus gingen an verschiedene Kandidaten.

### New Hampshire
Der Republikaner (nach manchen Quellen Föderalist) Charles Cutts war seit 1810 Senator für New Hampshire gewesen. Da die Republikaner des Staates wegen des Britisch-Amerikanischen Krieges zerstritten waren, konnte sich das Parlament im Dezember 1812 in zwölf Wahlgängen nicht auf einen Nachfolger einigen. Der Staatssenator Josiah Sanborn nominierte John Goddard wiederholt als US-Senator. Dieser war für die Republikaner allerdings nicht wählbar, da er bei der Präsidentschaftswahl 1812 als Wahlmann für den von den Föderalisten unterstützen DeWitt Clinton und damit gegen Präsident James Madison gestimmt hatte. Goddard war ursprünglich als Republikaner angetreten, hatte aber angesichts des Krieges angekündigt, sich nicht auf einen Kandidaten festzulegen. Im Repräsentantenhaus erhielt Goddard 81 bis 86 Stimmen, verfehlte aber jeweils die absolute Mehrheit von 88 Stimmen. In den verschiedenen Wahlgängen stellten die Republikaner mehrere Gegenkandidaten auf. Am erfolgreichsten von diesen waren Jedediah K. Smith mit 89 Stimmen im neunten und zwölften Wahlgang und Charles Cutts, der im zweiten und elften Wahlgang jeweils 88 Stimmen erhalten hatte. Beide erhielten im Senat aber jeweils nur sechs Ja- und sechs Nein-Stimmen.
Nachdem der Senatssitz vakant war, ernannte Gouverneur William Plumer Charles Cutts zu seinem eigenen Nachfolger. Am 10. Juni fand eine neue Wahl statt. Im Repräsentantenhaus wurde der vom Senat vorgeschlagene John Goddard mit 108 gegen 70 Stimmen gewählt, er nahm die Wahl jedoch nicht an. In einem zweiten Wahlgang erhielt der Föderalist Jeremiah Mason 129 Stimmen, während Cutts nur 39 erhielt. Der Senat bestätigte das Ergebnis ohne Gegenstimmen, damit war Mason neuer Senator.

### New York
Der Republikaner John Smith war seit 1804 Senator für New York gewesen. Am 2. Februar 1813 wählte die Assembly den Föderalisten Rufus King mit 55 Stimmen, der Republikaner James W. Wilkin erhielt 44 Stimmen. Im Senat erhielt Wilkin mit 17 Stimmen die Mehrheit, King erhielt nur acht Stimmen, drei Stimmen gingen an Smith. Da die beiden Häuser unterschiedlich entschieden hatten, wurde eine gemeinsame Sitzung nötig. An dieser nahmen zwei Senatoren und drei Abgeordnete der Assembly teil, die vorher nicht abgestimmt hatten. Trotz einer republikanischen Mehrheit in der Versammlung erhielt Wilkin nur 61 Stimmen. Drei Stimmzettel wurden leer abgegeben, die absolute Mehrheit von 68 Stimmen entfiel auf Rufus King, womit New York erstmals seit 1803 wieder durch einen Föderalisten im US-Senat vertreten wurde.

### North Carolina
Der Republikaner Jesse Franklin, Senator für North Carolina seit 1807, trat nicht mehr zur Wiederwahl an. Das Parlament wählte Ende 1812 David Stone zu seinem Nachfolger, der auch sein Vorgänger gewesen war. Stone erhielt 100 Stimmen, 73 Stimmen gingen an Archibald Murphey, zwölf Stimmen erhielt Thomas Davis. Alle Kandidaten waren Republikaner.

### Ohio
Der Republikaner Alexander Campbell war seit 1809 Senator für Ohio gewesen. Am 6. Februar 1813 wählte das Parlament des Staates den Republikaner Jeremiah Morrow zu seinem Nachfolger. Morrow erhielt 63 Stimmen, der Föderalist Calvin Pease erhielt 18.

### Pennsylvania
Der Republikaner Andrew Gregg war seit 1807 Senator für Pennsylvania gewesen. In einer gemeinsamen Sitzung wählten das Repräsentantenhaus und der Staatssenat am 8. Dezember 1812 den Republikaner Abner Lacock zu seinem Nachfolger. Lacock erhielt 51 Stimmen im Repräsentantenhaus und zwölf im Senat, Daniel Montgomery erhielt 20 Stimmen im Haus und sechs im Senat, der Föderalist James Brady 20 im Haus und zwei im Senat. Sechs Senatoren stimmten für Isaac Weaver, der keine Stimmen im Repräsentantenhaus erhielt. Montgomery und Weaver waren ebenfalls Republikaner. Vier Abgeordnete und fünf Senatoren stimmten nicht ab.

### South Carolina
Der Republikaner John Gaillard, Senator für South Carolina seit 1804, wurde Ende 1812 wiedergewählt. In der gemeinsamen Sitzung des Parlaments erhielt er 118 Stimmen, der republikanische Gouverneur Henry Middleton erhielt 37 Stimmen, eine ging an James Gowdy.

### Vermont
Der Republikaner Stephen R. Bradley, Senator für Vermont seit 1801, trat nicht zur Wiederwahl an. Zu seinem Nachfolger wurde am 21. Oktober 1812 der Republikaner Dudley Chase gewählt. Chase erhielt 110 Stimmen im Repräsentantenhaus, der Föderalist Royall Tyler erhielt 92 Stimmen, drei Stimmen entfielen auf weitere Kandidaten.